# Nicolas Navarro (Leichtathlet)

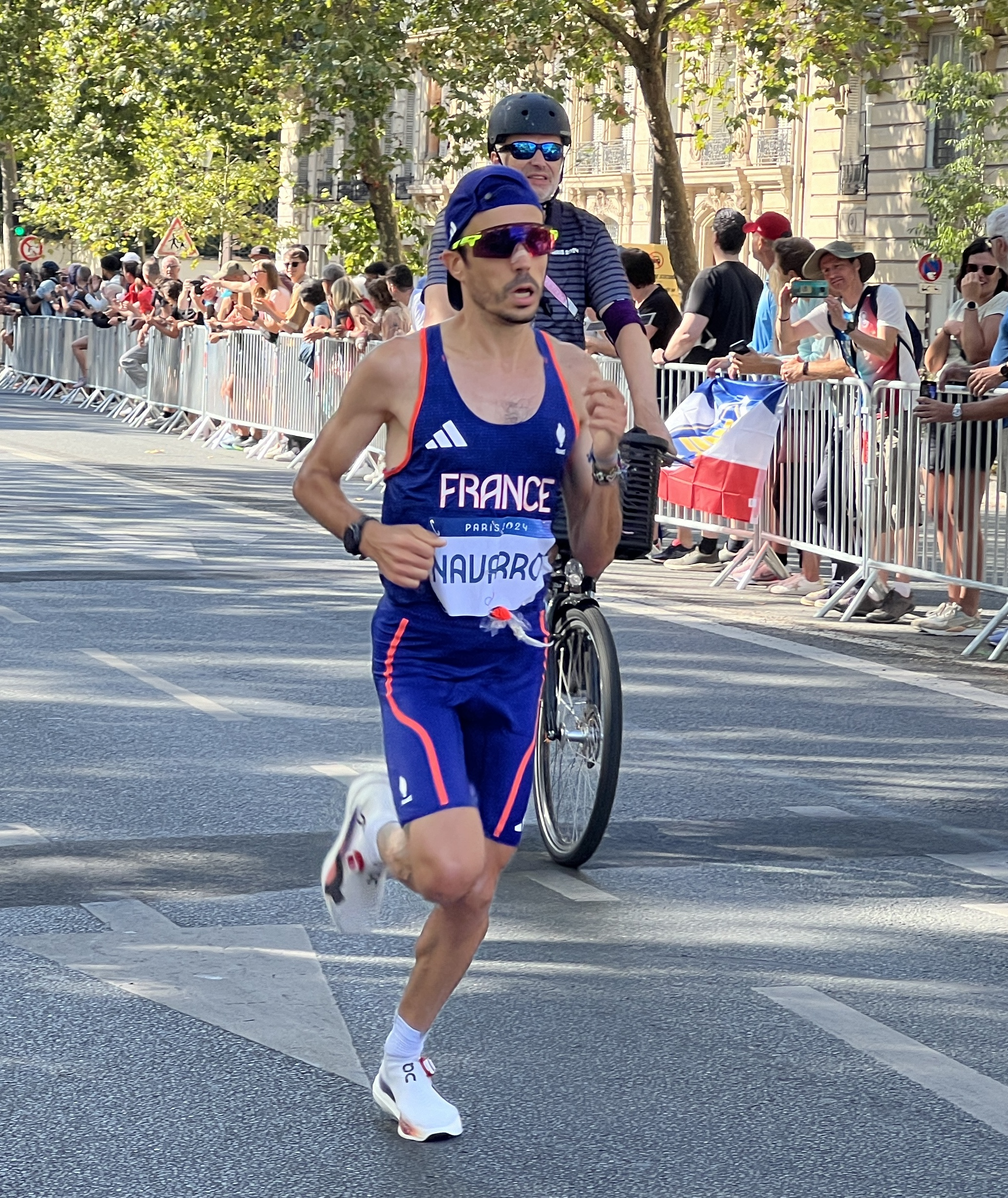
Nicolas Navarro bei den olympischen Spielen 2024 auf dem Boulevard Invalides, Paris

Nicolas Navarro (* 12. März 1991 in Toulon) ist ein französischer Leichtathlet, der sich auf den Langstreckenlauf spezialisiert hat.

## Sportliche Laufbahn
Zu Beginn seiner sportlichen Laufbahn, betrieb Navarro zunächst aktiv Radsport. Sein Traum war es einmal die Tour de France zu fahren. Dieser Traum fand mit 17 Jahren ein jähes Ende, nachdem er sich bei einem Sturz mehrere Wirbelbrüche zuzog. Seitdem betreibt er Radsport nur noch nebenbei. Durch seinen Bruder, einen Crossläufer, fand er anschließend ebenfalls zum Laufen. 2013 bestritt er seinen ersten Marathon. Damals belegte er beim Marathon von Montpellier in 2:28:42 h den dritten Platz. 2014 nahm er zum ersten Mal am Paris-Marathon teil, blieb allerdings hinter seiner Zeit aus dem Vorjahr zurück. 2016 belegte er beim 20-km-Lauf zwischen Marseille und Cassis den achten Platz. 2017 lief Navarro beim Valencia-Marathon in 2:17:56 h eine neue Bestzeit. Ein Jahr später konnte er sich an selber Stelle nochmal um mehr als fünf Minuten steigern.  Mit dieser Zeit schaffte er die Qualifikationsnorm für die Olympischen Sommerspiele 2020 in Tokio, die kurz darauf, aufgrund der COVID-19-Pandemie um ein Jahr verschoben wurden. Auch 2019 und 2020 konnte er neue Bestzeit laufen. Im Oktober 2020 trat Navarro in Polen bei den Halbmarathon-Weltmeisterschaften an, kam dort allerdings trotz Bestzeit nicht über Platz 45 hinaus. Anfang August 2021 trat er dann bei den Olympischen Spielen an. Dort erreichte er in 2:12:50 h als Zwölfter das Ziel. Einen Monat später gewann er die Bronzemedaille bei den französischen Meisterschaften im Halbmarathon. 
2022 trat Navarro in München zum ersten Mal im Marathon bei den Europameisterschaften an. Er belegte den fünften Platz. Mit der Mannschaft erreichte er zudem den vierten Platz in der Mannschaftswertung. Zum Ende des Jahres belegte er beim Valencia-Marathon in 2:07:01 h den 13. Platz. 2023 lief er in Seville mit 2:06:45 h abermals eine neue Marathonbestzeit, mit der er dort den achten Platz belegte.

## Wichtige Wettbewerbe
| Jahr                   | Veranstaltung                    | Ort                    | Platz                  | Disziplin              | Zeit                   |
| Startet für Frankreich | Startet für Frankreich           | Startet für Frankreich | Startet für Frankreich | Startet für Frankreich | Startet für Frankreich |
| ---------------------- | -------------------------------- | ---------------------- | ---------------------- | ---------------------- | ---------------------- |
| 2020                   | Halbmarathon-Weltmeisterschaften | Gdynia                 | 45.                    | Halbmarathon           | 1:02:29 h              |
| 2021                   | Olympische Sommerspiele          | Tokio                  | 12.                    | Marathon               | 2:12:50 h              |
| 2022                   | Europameisterschaften            | München                | 5.                     | Marathon               | 2:10:41 h              |

## Persönliche Bestleistungen
Freiluft
- 3000 m: 8:38,53 min, 19. Mai 2019, Aix-en-Provence
- 10.000 m: 29:46,11 min, 15. Mai 2021, Aix-en-Provence

Straße
- 10-km-Lauf: 29:16 min, 6. Oktober 2019, Le Canet-en-Roussillon
- Halbmarathon: 1:02:29 h, 17. Oktober 2020, Gdynia
- Marathon: 2:05:53 h, 3. Dezember 2023, Sevilla

## Sonstiges
Nicolas Navarro lebt in Aix-en-Provence. Er leitet den Radsportbereich einer Decathlon-Filiale in Bouc-Bel-Air, der auch seine Ausrüstung stellt.